# Månstorp, Götene kommun
Månstorp är en by strax öster om Götene i Götene kommun. Från 2015 avgränsar SCB här en småort.